# Vedran Zrnić
Vedran Zrnić (født 26. september 1979 i Zagreb, Jugoslavien) er en kroatisk tidligere håndboldspiller, der især var kendt som højre fløj i den tyske Bundesliga-klub VfL Gummersbach, hvor han spillede 2006-2013. Han spillede også i kroatiske, slovenske, tyrkiske og polske klubber samt på det kroatiske landshold. Han indstillede sin aktive karriere i 2019 som næsten 40-årig og fortsatte derefter som talentspejder.

## Landshold
På landsholdet var han med til at sikre Kroatien guld ved både VM i 2003 og OL 2004 i Athen. Han var desuden med til at vinde sølv ved VM i 2005 og 2009 samt sølv ved EM 2010.